# Ivan Fedele
Pour les articles homonymes, voir Fedele.
Ivan Fedele, né le 6 mai 1953 à Lecce, est un compositeur italien de musique contemporaine.

## Biographie
Ivan Fedele a été élève au conservatoire Giuseppe Verdi de Milan et à la faculté de philosophie de l'université de Milan.Il étudie le piano avec Bruno Canino puis la composition, entre autres auprès de Franco Donatoni, dont on peut ressentir l'influence sur la première partie de sa production. Son père, mathématicien, lui a également légué son goût pour cette discipline, dont il cherchera à utiliser certains aspects dans ses propres travaux sur la spatialisation (Ali di Cantor) ou la synthèse granulaire (comme pour le matériau électronique de Richiamo).
Il a reçu de nombreuses commandes des ensembles, orchestres et opéras les plus prestigieux comme notamment l'IRCAM, l'Ensemble intercontemporain, l'Orchestre de Radio-France, et l'Orchestre national de Lyon. Il est régulièrement programmé dans les grands festivals européens, et s'est vu consacrer un portrait lors du Festival Musica de Strasbourg en 1995. Il est compositeur en résidence du conservatoire à rayonnement régional de Strasbourg en 1995. Le  Festival aspects des musiques d'aujourd'hui de Caen lui a consacré son édition 1999.
Il affectionne particulièrement le genre du concerto, puisqu'il en a déjà écrit plusieurs pour piano, violon, violoncelle, alto, clarinette, et flûte. Il a aussi écrit des opéras, de la musique symphonique ou pour ensemble, des pièces avec électronique, des musiques pour l'image, des pièces radiophoniques, des pièces vocales.
Mais sa production de musique de chambre est également consistante. Sa pièce pour quatuor de saxophones Magic, basée sur un matériau très succinct, parvient à créer une étrange sensation d'apesanteur, combinant des fusées et des superpositions de rythmes complexes en opposition avec de longues tenues en intervalles purs.

## Quelques œuvres
- 1980 : Totem pour bande magnétique seule
- 1982 : Oltre narciso, opéra
- 1983 : Aiscrim pour flûte, clarinette, piano
- 1984 : Ipermnestra opéra
- 1985 : Magic pour quatuor de saxophones
- 1990 : Concerto pour alto et orchestre
- 1994 : Richiamo pour instruments à vent, percussions et électronique
- 1995 : La Chute de la maison d'Usher, musique pour le film de Jean Epstein
- 1995 : Coram, requiem
- 1996 : Concerto pour violoncelle et orchestre créé par Jean-Guihen Queyras et l'Orchestre de Paris.
- 2000 : Two Moons pour deux pianos et électronique
- 2004 : Arco di vento pour clarinette et orchestre
- 2005 : High pour clarinette basse solo